# سیارک ۶۹۴۲۱
سیارک ۶۹۴۲۱ (به انگلیسی: 69421 Keizosaji، نامگذاری:1995YT2) شصت و نه هزار و چهارصد و بیست و یکمین سیارک کشف شده‌است که در ۲۲ دسامبر ۱۹۹۵ کشف شد.